# Grazia Volpi
Rosanna Grazia Volpi (Pontedera, 29 marzo 1941 – Viareggio, 7 febbraio 2020) è stata una produttrice cinematografica italiana.

## Biografia
Iniziò a lavorare negli anni sessanta come organizzatrice generale e direttrice di produzione dei film dei fratelli Taviani.
Diventò poi coordinatrice di "Una Cooperativa Cinematografica", società di produzione dei Taviani e Giuliani G. De Negri, nata nel 1973. Nel 1975 esordisce come produttrice per la cooperativa Aata col film Quanto è bello lu murire acciso di Ennio Lorenzini e Il sospetto di Francesco Maselli.
Con le società Gierre, Filmtre, Ager3 e Kaos Cinematografica realizzò tutti i film e le fiction televisive dei Taviani a partire da Il sole anche di notte (1990), oltre a opere di Vito Zagarrio La donna della luna (1988), Giuseppe Ferrara Segreto di stato (1995), Antonio Frazzi Il commissario De Luca, miniserie TV del 2008, Carlo Lucarelli L'isola dell'angelo caduto (2012).
Nel 2012 vinse il David di Donatello per il miglior produttore per il film Cesare deve morire, regia di Paolo e Vittorio Taviani.

### Vita privata
Era sposata col montatore Roberto Perpignani. La coppia ha avuto un figlio, Lorenzo, morto nel 2013.

## Filmografia
- Quanto è bello lu murire acciso, regia di Ennio Lorenzini (1975)
- Il sospetto, regia di Francesco Maselli (1975)
- Maternale, regia di Giovanna Gagliardo – film TV (1978)
- La donna della luna, regia di Vito Zagarrio (1988)
- Dicembre, regia di Antonio Monda (1990)
- Il sole anche di notte, regia di Paolo e Vittorio Taviani (1990)
- Fiorile, regia di Paolo e Vittorio Taviani (1993)
- Tutti i giorni è domenica, regia di Jean-Charles Tacchella (1994)
- Segreto di stato, regia di Giuseppe Ferrara (1995)
- Le affinità elettive, regia di Paolo e Vittorio Taviani (1996)
- Tiburzi, regia di Paolo Benvenuti (1996)
- Tu ridi, regia di Paolo e Vittorio Taviani (1998)
- Prima la musica, poi le parole, regia di Fulvio Wetzl (1998)
- Mare largo di Ferdinando Vicentini Orgnani (1998)
- Grazie di tutto, regia di Luca Manfredi (1999)
- Il compagno, regia di Francesco Maselli – film TV (1999)
- Rosa e Cornelia, regia di Giorgio Treves (2000)
- Generazioni d'amore - Le quattro Americhe di Fernanda Pivano, regia di Ottavio Rosati – film documentario (2001)
- Ritratti italiani n. 7: Gillo Pontecorvo, regia di Marco Turco – documentario (2001)
- Sono solo un artigiano. Incontro con Susi Cecchi D'Amico, regia di Enzo Monteleone – documentario (2001)
- Resurrezione, regia di Paolo e Vittorio Taviani – film TV (2001)
- Sei come sei, regia di Anselmo Talotta, episodio Una seconda occasione (2002)
- Operazione Rosmarino, regia di Alessandra Populin (2002)
- Luisa Sanfelice, regia di Paolo e Vittorio Taviani – miniserie TV (2004)
- La masseria delle allodole, regia di Paolo e Vittorio Taviani (2007)
- Forse Dio è malato, regia di Franco Brogi Taviani – documentario (2008)
- Il commissario De Luca, regia di Antonio Frazzi – miniserie TV (2008)
- Fughe e approdi, regia di Giovanna Taviani – documentario (2010)
- Il padre e lo straniero, regia di Ricky Tognazzi (2011)
- L'isola dell'angelo caduto, regia di Carlo Lucarelli (2012)
- Cesare deve morire, regia di Paolo e Vittorio Taviani (2012)
- Maraviglioso Boccaccio, regia di Paolo e Vittorio Taviani (2015)

## Riconoscimenti
- David di Donatello
  - 2012 – David di Donatello per il miglior produttore per il film Cesare deve morire
- Efebo d'oro
  - 2007 – Targa speciale alla carriera[9]
- Grolla d'oro
  - 1993 –  Grolla d'oro per la produzione del film Fiorile[10]
  - 1996 – Grolla d'oro per la produzione del film Le affinità elettive[11]
- Incontri del cinema d'essai
  - 2012 – Premio FICE
- Ischia Global Fest – Ischia Award
  - 2012 – Produttore dell'anno[12]
- Nastro d'argento
  - 2012 – Nastro d'argento al miglior produttore per il film Cesare deve morire[13]
- Premio Afrodite
  - 2012 – Miglior produttrice[14]
- Premio Cinema Ludus
  - 2012 – Miglior produttore italiano
- Terra di Siena Film Festival
  - 2012 – Excellence Award